# Riu Duran
El Riu Duran recorre de nord a sud una vall, també anomenada Valltova (i fins i tot Vall de Meranges), situada a la Baixa Cerdanya, a la banda de solana, repartida entre la província de Lleida i la província de Girona. Es tracta d'una vall d'origen glacial. El Duran, després de drenar la vall i de recollir aigües de rierols i torrenteres, regala la seva aigua al riu Segre.
Aquest riu vertebra el conjunt geomorfològic dels Esterregalls, bandlands ceretans, singulars formacions geològiques, fàcilment visibles des de la carretera N-260, que es troben al municipi d'Isòvol, al qual pertany el poble d'Olopte.
A la vall del riu Duran hi ha el poble de Meranges, a 1539 m d'altitud. A prop hi ha Girul, Éller i Cortàs. Des de la vall es pot accedir al Puigpedrós, i s'hi poden fer moltes travesses i excursions.
A la capçalera de la vall hi ha l'estany de Malniu i els del circ dels Engorgs.